# Port lotniczy Corrientes
Port lotniczy Corrientes (IATA: CNQ, ICAO: SARC) – port lotniczy położony w Corrientes, w prowincji Corrientes, w Argentynie.

## Linie lotnicze i połączenia
- Aerolíneas Argentinas (Buenos Aires-Jorge Newbery)
- Flybondi (Palomar)